# Campo Maior (Piauí)
Campo Maior  este un oraș în Piauí (PI), Brazilia.